# Dammarie-lès-Lys
Dammarie-lès-Lys is een gemeente in het Franse departement Seine-et-Marne (regio Île-de-France). Dammarie-lès-Lys telde op 1 januari 2022 23.252 inwoners. De plaats maakt deel uit van het arrondissement Melun.

## Geschiedenis
In de gemeente werden resten van Gallo-Romeinse bebouwing gevonden, maar de oorsprong van Dammarie ligt in de middeleeuwen. In de elfde eeuw werd werd bij een bron op de heuvel boven de Seine een Mariakapel gebouwd. Deze kapel werd vergroot in 1535 en herbouwd in 1859 tot de kerk Notre-Dame de la Visitation. Aan dit gebedshuis gewijd aan Maria dankt de gemeente het eerste deel van haar naam.
In 1244 werd de Abdij Notre-Dame du Lys gesticht door Blanche van Castilië, op enkele kilometers van het koninklijk kasteel van Melun. Haar zoon, koning Lodewijk XI, schonk de abdij allerlei inkomsten. Dit klooster van cisterciënzerinnen ontving jongedames van hoge geboorte. In 1358, tijdens de Honderdjarige Oorlog, werd de abdij geplunderd en vernield door de troepen van Karel II van Navarra. De abdij werd herbouwd in de zestiende en zeventiende eeuw. Bij de abdij ontstond in de achttiende eeuw het dorp Dammarie. Door slecht bestuur kwam de abdij in slechte economische papieren. Na de Franse Revolutie werd de ze afgeschaft en iets later werden de abdijkerk en de bijhorende gebouwen voor een groot deel afgebroken. Aan de Abdij Notre-Dame du Lys dankt de gemeente het tweede deel van haar naam.
In de negentiende eeuw vestigden rijke burgers uit Parijs hier hun buitenverblijven. Voorbeelden hiervan zijn het Château des Bouillants (van minister Julien Loizillon), het Château du Lys (van generaal Victor de Faÿ de la Tour-Maubourg) en het Château Soubiran. In de twintigste eeuw kwam er industrie in de gemeente, zoals een aluminiumsmelterij van de firma Affimet.

## Geografie
De oppervlakte van Dammarie-lès-Lys bedroeg op 1 januari 2022 10,24 vierkante kilometer; de bevolkingsdichtheid was toen 2.270,7 inwoners per km². De gemeente ligt op de linkeroever van de Seine. In het zuiden van de gemeente begint het Forêt de Fontainebleau.
De onderstaande kaart toont de ligging van Dammarie-lès-Lys met de belangrijkste infrastructuur en aangrenzende gemeenten.

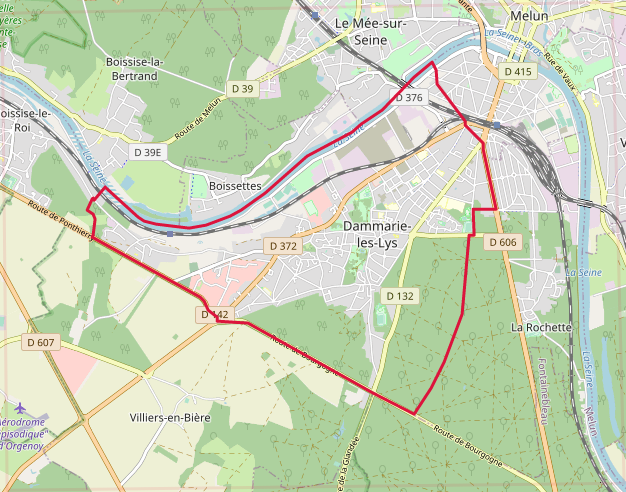

## Verkeer en vervoer
De gemeente heeft een RER-verbinding door Station Vosves.

## Demografie
Onderstaande figuur toont het verloop van het inwonertal (bron: INSEE-tellingen).

## Afbeeldingen

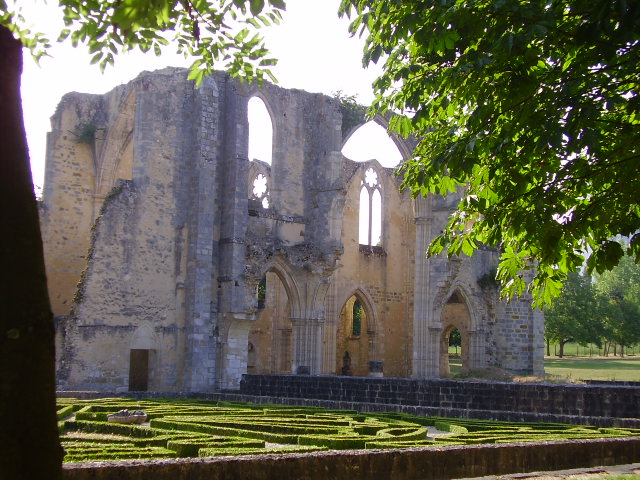
Ruïne van de abdijkerk
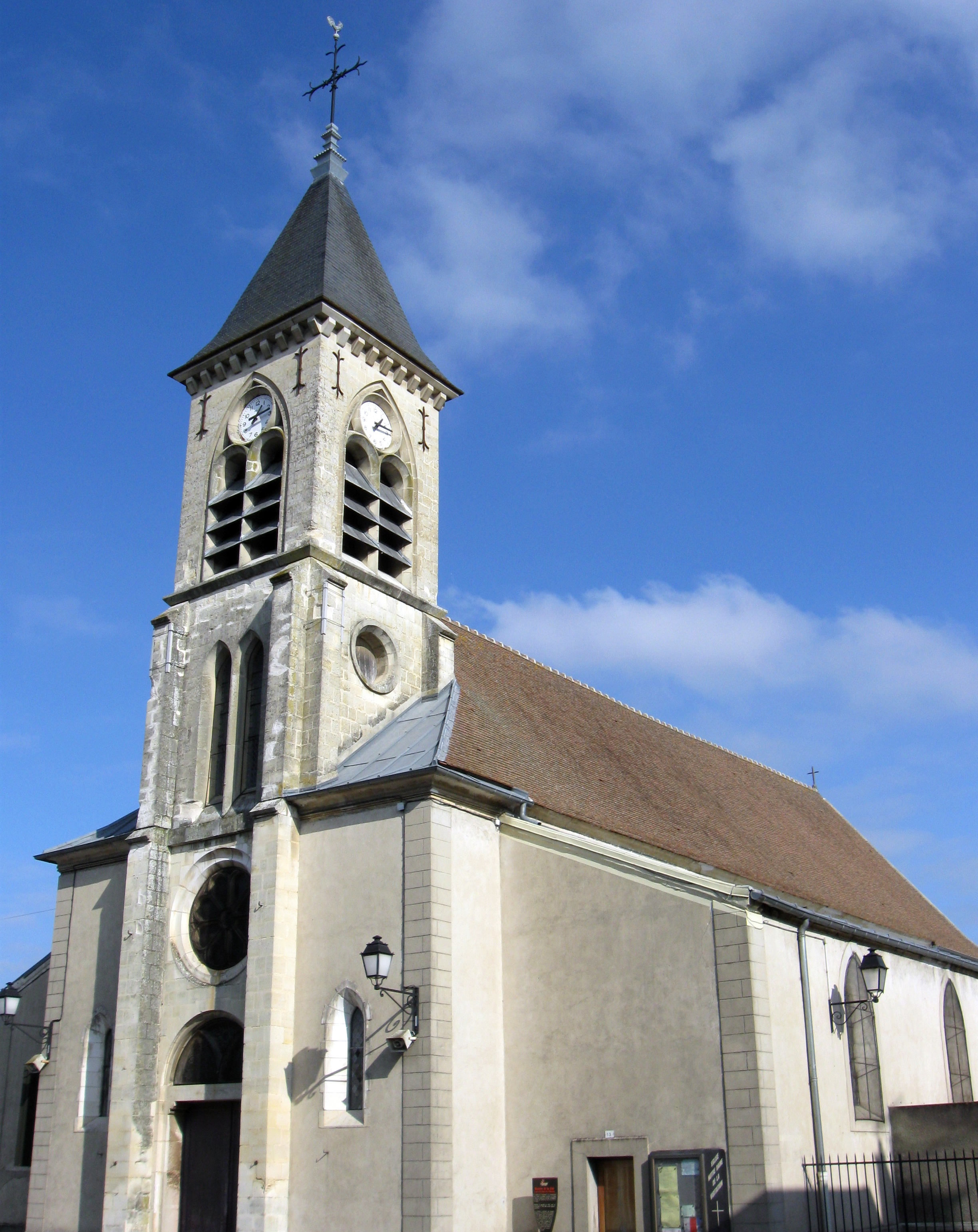
Kerk Notre-Dame de la Visitation
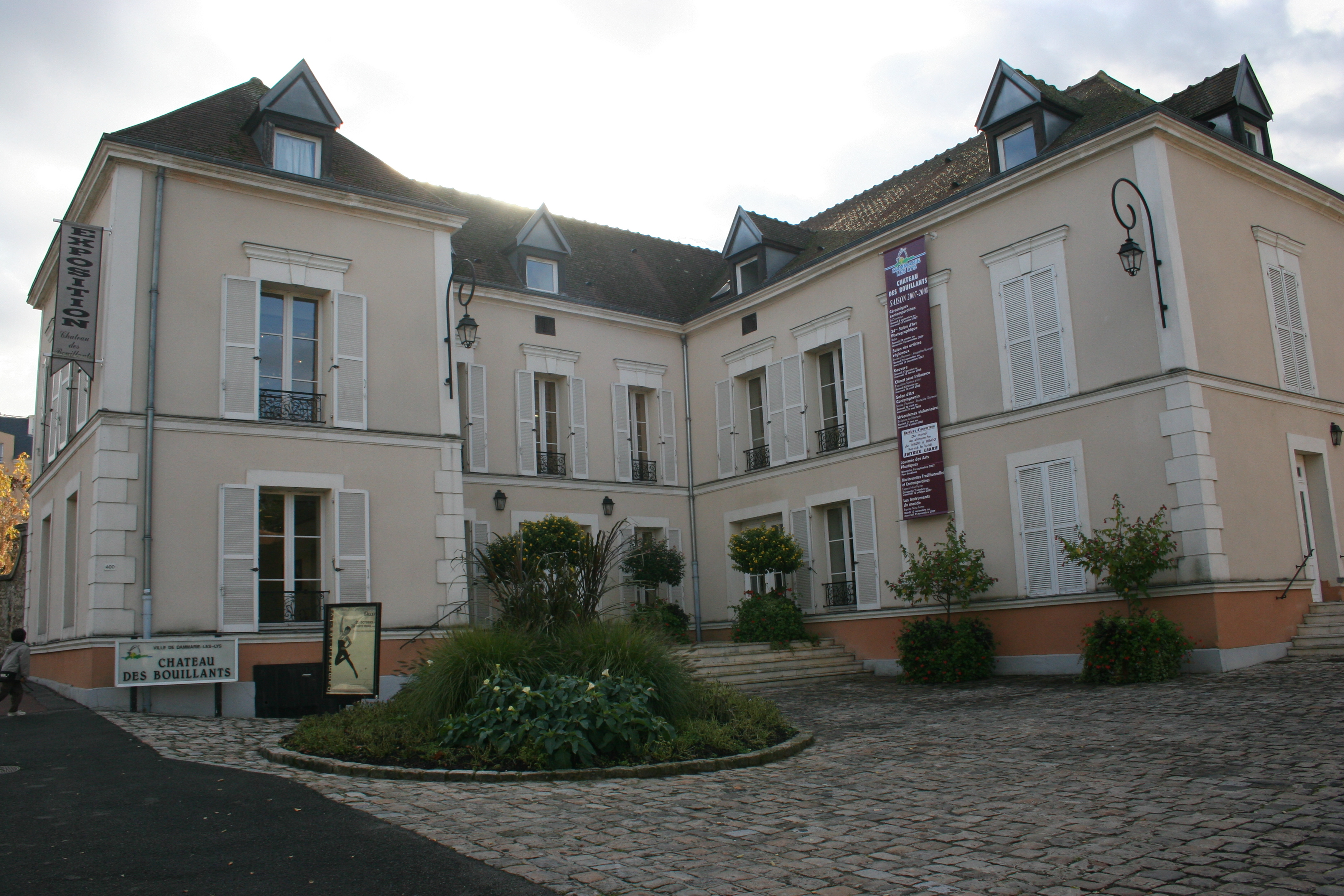
Château des Bouillants
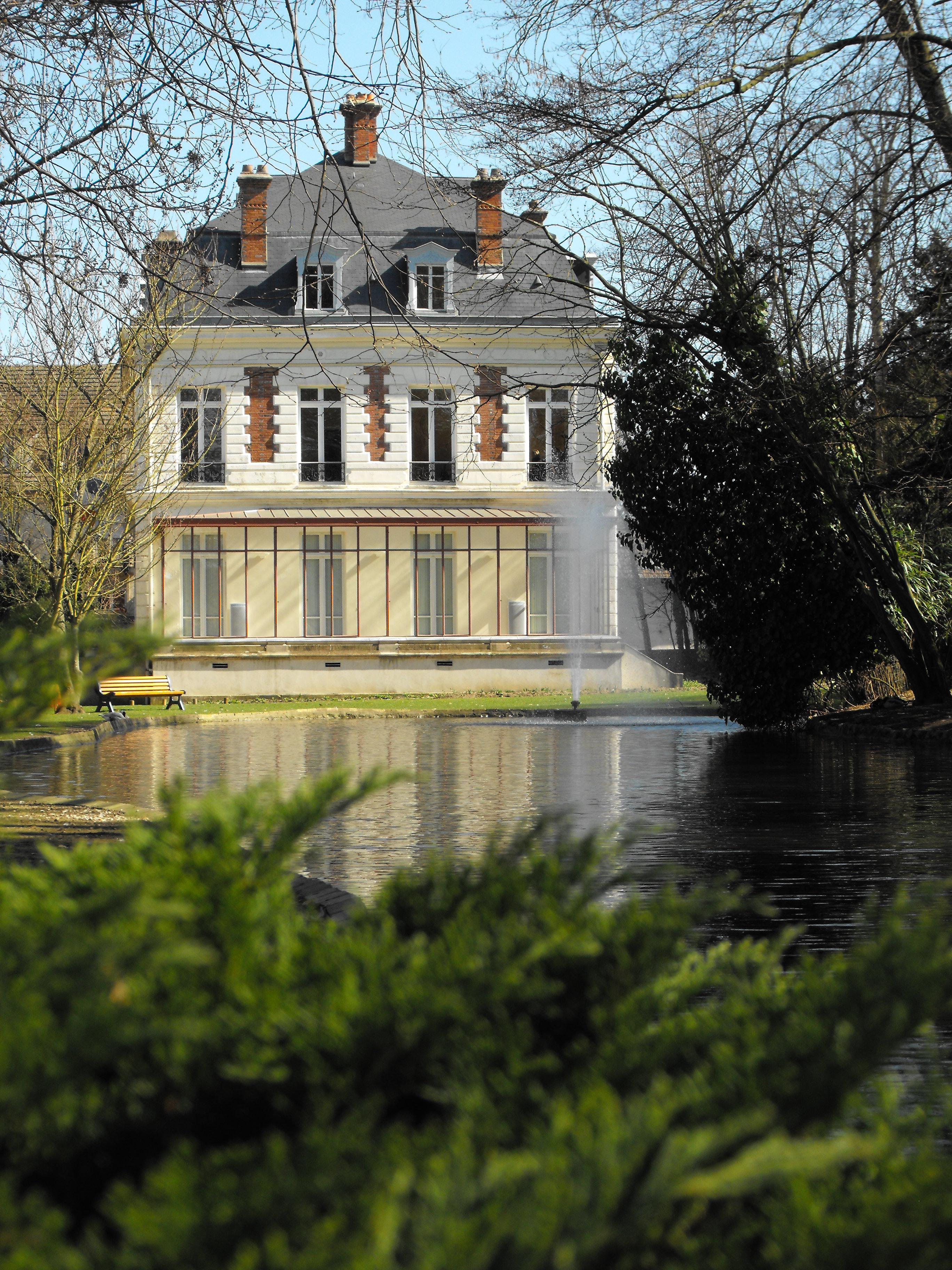
Château Soubiran